# آلبرتو فیلیپینی
آلبرتو فیلیپینی (انگلیسی: Alberto Filippini؛ زادهٔ ۱۰ آوریل ۱۹۸۷ ‏(۳۸ سال)) بازیکن فوتبال اهل ایتالیا است.
از باشگاه‌هایی که در آن بازی کرده‌است می‌توان به باشگاه فوتبال سالرنیتانا، باشگاه فوتبال کرمونزه، باشگاه فوتبال ونتزیا، باشگاه فوتبال پادوا، باشگاه فوتبال آتالانتا، باشگاه فوتبال ساسولو، باشگاه فوتبال کومو، و باشگاه فوتبال اسپال اشاره کرد.